# Massacro di Aguas Blancas
Il massacro di Aguas Blancas fu una strage commessa dalla polizia dello stato messicano di Guerrero ad Aguas Blancas, nella regione della Costa Grande, che colpì un gruppo di campesinos locali.

## Il Massacro
Il 25 giugno del 1995 un gruppo di poliziotti appartenenti al raggruppamento motorizzato dello stato di Guerrero aprì il fuoco contro un gruppo di appartenenti all'Organización Campesina de la Sierra del Sur (OCSS), che si stavano dirigendo a un incontro politico. Alla fine del massacro si contarono sul terreno 17 corpi di campesinos.

## Reazioni
In un primo momento il governo negò la responsabilità del massacro, ma, di fronte alle immagini televisive dei corpi senza vita dei campesinos, fu costretto ad aprire un'inchiesta sulla strage.
Numerose furono le proteste dei contadini e delle associazioni umanitarie. In risposta al massacro fu costituito l'Ejército Popular Revolucionario (EPR).